# Donald Adamson
Donald Adamson (Cheshire, Inglaterra, 30 de marzo de 1939–Polperro, 18 de enero de 2024) fue un autor inglés, historiador y crítico de la literatura francesa. 
Entre los libros que ha escrito se encuentran Blaise Pascal: Mathematician, Physicist and Thinker about God  y The Curriers' Company: A Modern History. También escribe sobre el arte español y la familia Beauclerk, duques de St. Albans, de quien ser desciende la casa marquesal de Valero de Urría.

## Biografía
Adamson nació el 1939 en Lancashire, hijo de un granjero. De 1949 a 1956 asistió a la Manchester Grammar School, antes de pasar el Magdalen College de Oxford, donde consiguió B.A. en 1959, seguida de una M.A. en 1963. Fue Zaharoff Travelling Scholar de la Universidad de Oxford en 1959-1960. En 1962 el obtuvo el B.Litt. y para su D.Phil, su tesis, Balzac and the Visual Arts, fue supervisada por el catedrático Marshal Foch de literatura francesa, Jean Seznec del All Souls College de Oxford. Tuvo el privilegio de estudiar bajo Pierre-Georges Castex en la Universidad de París. 
Aparte de enseñar en su alma mater desde 1962 hasta 1964 y luego en el Liceo Louis-le-Grand de 1964 a 1965, la mayor parte de su carrera docente ha sido en el ámbito universitario. El 1969 Adamson se unió en la Universidad de Londres, donde dio clases durante los siguientes veinte años, haciendo mucho para mejorar la posición de los círculos académicos de francés en dicha universidad. En 1971 se convirtió en profesor universitario en la facultad de Artes y en 1972 lo ascendieron a académico de la facultad de Educación, compaginando ambos cargos hasta 1989. Se desempeñó como presidente universitario del Tribunal Examinador Londinense del 1983 al 1986. 
En 1989, es también elegidó fellow visitante del Wolfson College de Cambridge. 
Ha sido activo en el ámbito de la política pública sobre las artes, bibliotecas y museos. A través del think tank, el Bow Group, ha contribuido a la presentación de pruebas orales y escritas para el comité de selección del Parlamento para la creación de la National Heritage Memorial Fund.
Sus intereses personales incluyen la filosofía, la historia de la religión y la genealogía. Es también un apasionado coleccionista de arte, principalmente de pinturas y dibujos ingleses, francéses y europeanos de los siglos XVIII y XIX. Se desempeñó como juez  de los museos británicos desde 1979 hasta 1983.

## Temas tratados y obras
The Genesis of Le Cousin Pons (La Génesis del Primo Pons) es su estudio detallado del manuscrito y pruebas de imprenta de este trabajo tarde, seguido de los progresos de la novela a través de sus ediciones, que revela el alcance total de la improvisación de la novela de Balzac a la obra maestra de cuerpo entero.
Illusions Perdues, un estudio crítico de lo que es la obra más madura de Balzac, describe su elemento autobiográfico fuerte, el análisis de contrastes de París y las provincias, la pureza de la vida del artista y la corrupción del periodismo y la ambigüedad de la perspectiva narrativa para Balzac. Los temas principales del libro son que en "ficción" es la verdad y en "verdad" es la ficción y que Las ilusiones perdidas es la primera novela de cualquier escritor para poner la credibilidad de la conformación de la opinión pública por los medios, normalmente se hace en la búsqueda del poder o dinero.
Blaise Pascal considera que su tema es de biográficos, teológicos, religiosos y matemáticos punto de vista de la física. Hay un capítulo en el argumento de la apuesta. El análisis está ligeramente inclinado en una dirección teológica, dando la mayor preocupación de Pascal con las contradicciones de la naturaleza humana y bastante menos a su preocupación profunda y tradicional, con el pecado original. Desde que escribío, Adamson ha realizado un trabajo sobre la comprensión matemática de Dios para Pascal.
Sus escritos históricos se dividen en tres categorías: sobre la historia bancaria medievale y que ha escrito sobre la historia del funcionamiento moderno de un gremio antiguo de la ciudad de Londres, sobre los viajes en Bretaña en el siglio XVIII y además una monografía sobre el arte español y como el romanticismo francés hizo atraer seguidores desde Europa occidental en España.
Acabar de terminar un estudio acerca de la vida del pintor Oskar Kokoschka, así como otros estudios de su amigo sir William Golding y una historia de los gran maestros de la Orden de Malta.

## Condecoraciones y distinciones

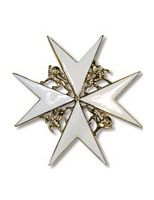
Placa de los Caballeros de San Juan (KStJ)

### Condecoraciones
- Caballero de la Orden de las Palmas académicas (1986)
- Caballero de justicia de la Venerable Orden de San Juan (1998)
- Oficial de las Artes y de las Letras (2022)
- Cruz del mérito pro Merito Melitensi (2013)
- Medalla de servicio de la Orden de San Juan (1995);

### Distinciones
- Real Sociedad Literaria (FRSL)[7]
- Real Sociedad Histórica (FRHistS)[8]
- Sociedad de Anticuarios (FSA).[9]

El Dr. Adamson fue también Juez de Paz (JP) en Inglaterra de 1983 a 2009 y después de 2005 es Chevalier du Tastevin en Francia.